# Viktor Emil von Gebsattel
Viktor Emil Klemens Franz Freiherr von Gebsattel, meglio noto come Viktor Emil von Gebsattel (Monaco di Baviera, 4 febbraio 1883 – Bamberga, 22 marzo 1976), è stato uno psichiatra, umanista, psicoterapeuta, filosofo e scrittore tedesco.
Professore all'Università di Würzburg, è stato un pioniere dell'antropologia in campo medico, della psicoterapia e della psicologia.

## Opere
- Christentum und Humanismus : Wege des menschlichen Selbstverständnisses, Stuttgart, Klett, 1947.
- Prolegomena einer medizinischen Anthropologie, Berlin, Springer, 1954.
- Handbuch der Neurosenlehre und psychotherapie : unter Einschluss wichtiger Grenzgebiete, coautori Johannes H. Schultz e Viktor E. Frankl, 5 voll., Munchen, Urban & Schwarzenberg, 1959-1961.
- Imago hominis : Beiträge zu einer personalen Anthropologie, seconda edizione, Salzburg, Otto Müller, 1968.